# 紅木國家公園
紅木國家公園，全稱紅木國家及州立公園（英語：The Redwood National and State Parks，简称RNSP），是一座位於美國加州北部太平洋岸的國家公園。該國家公園保護了現存加州紅杉面積的45%。加州紅杉是地球上最高的植物之一。除此之外，該國家公園還保護了一片茂草原，一些文化遺址，以及長達37哩的原始海岸。
在1850年代，北加州一帶的海岸仍為兩百萬畝的原生林所覆蓋。北美原住民在這個區域已經居住超過了三千年。然而，淘金潮帶來的礦工及伐木工人開始砍伐此地的原生林。直到1918年，「搶救紅木聯盟」（Save-the-Redwoods League）成立，並開始一連串行動，倡議保護此地的三個主要紅木族群，政府才創立了三個州立公園來保護這些紅杉。這三個州立公園分別是草原溪红杉州立公园、德爾諾特海岸紅杉州立公園以及傑迪戴亞·史密斯紅杉州立公園。紅杉國家公園則於1968年成立，但在當時，90%的紅杉森林都已經被砍伐掉了。在1994年，美國國家公園管理局和加州公園及遊憩管理部在行政上將紅杉國家公園及前述三個州立公園合併，成為今日的紅木國家公園及州立公園。在美國，國家公園管理局與州立公園系統這樣的合作模式，是非常獨特的。
紅杉國家公園保存了一些瀕危物種，包括褐鵜鶘（Pelecanus occidentalis）、潮汐蝦虎魚（Eucyclogobius newberryi）、白頭海鵰（Haliaetus leucocephalus）、帝王鲑（Oncorhynchus tshawytscha）、西點林鴞（Strix occidentalis）以及北海獅（Eumetopias jubatus）等。基於此地稀有的生態系統以及在公園裡發現的文化遺址，聯合國教科文組織在1980年9月5日將紅木國家公園列入世界自然遺產名錄。此地並在1983年1月30日，作為「加州海岸地區」的一部分，被加入國際生物圈保留區名單中。

## 歷史

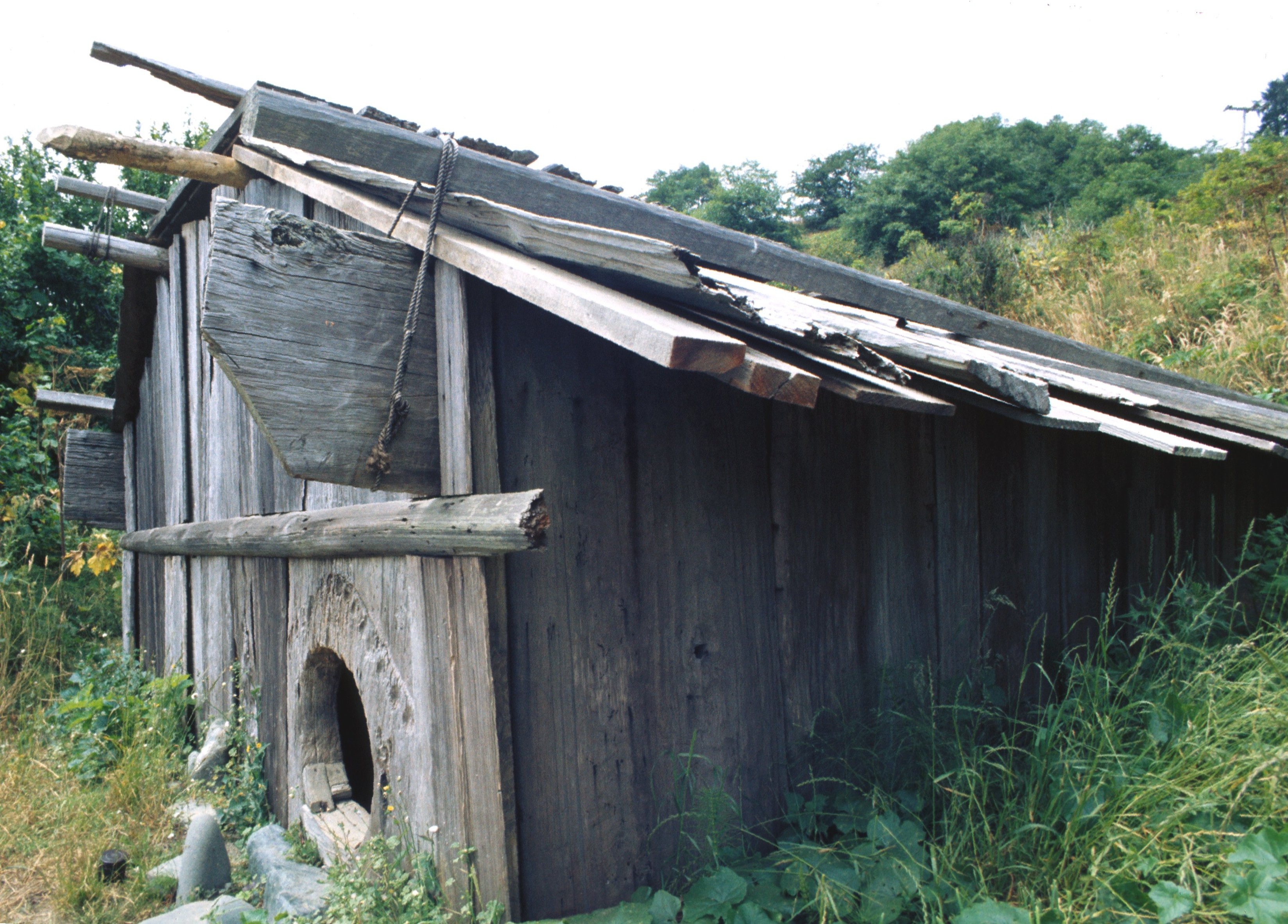
一幢重建的尤羅克族房舍，以紅木板作為建材

大約在距今三千年前，北美原住民就已經居住在紅木國家公園的範圍內了。這些原住民包括了尤羅克族、托洛瓦族、薩斯塔族、卡洛克族、奇盧拉族及維約特族，他們全部都與這個區域有著歷史聯繫。一份1852年的人口調查顯示，尤羅克族是其中人數最多的，有55個村莊及2500人的估計人口。他們利用刨子及當地豐富的紅杉資源製作木板，再用木板製作船、房舍及小村莊。在建築方面，這些紅杉木板會被整齊地排列在一個窄溝中。

## 自然資源

### 植物

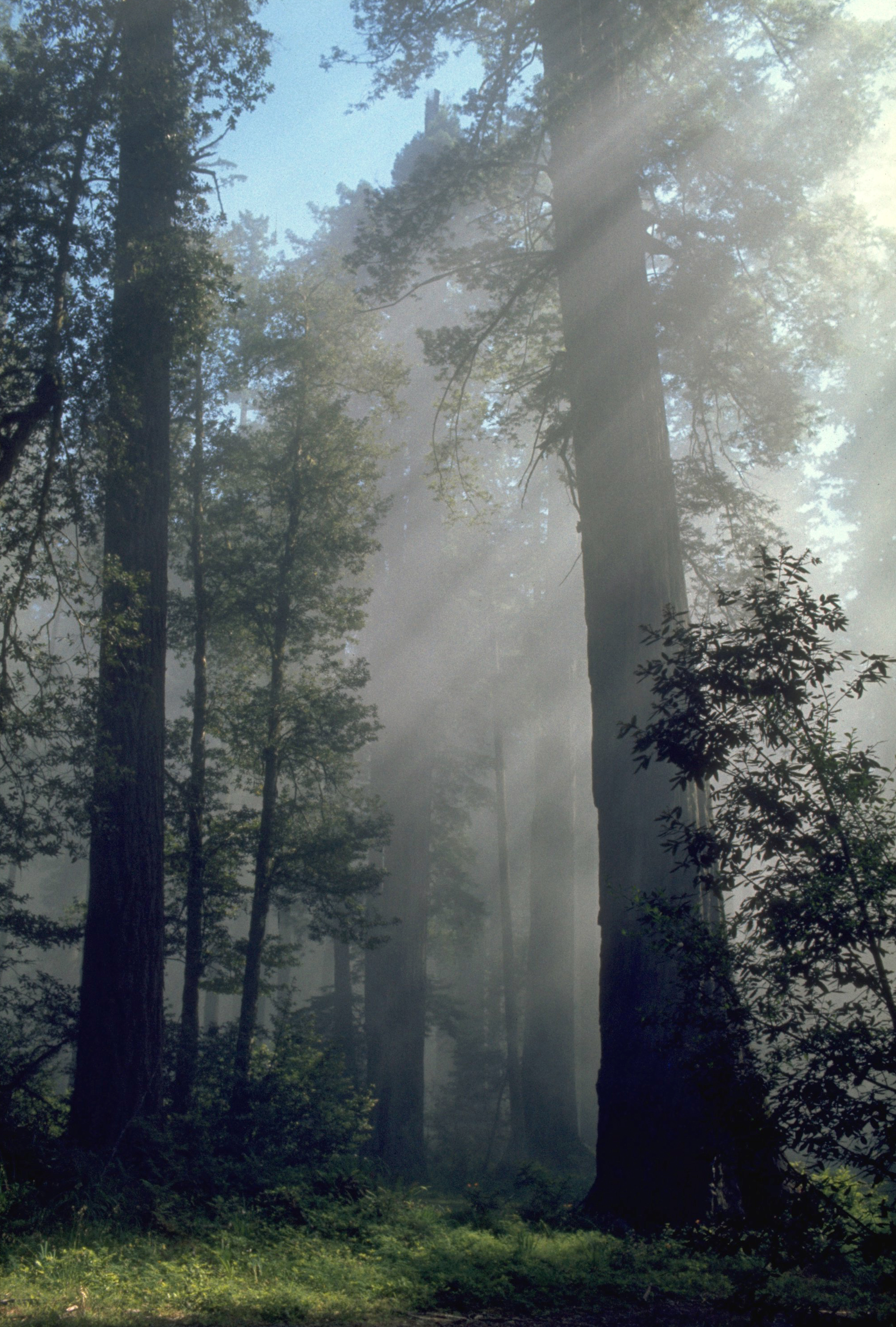
霧中的紅木林

據估計，原始的加州紅杉森林曾經覆蓋約2百萬畝（810,000公頃）的海岸線，自加州北部一路綿延至奧勒崗州南部。然而今日，只有約4%，即約85,000畝（34,000公頃）的樹林殘存下來，其中有45%在紅木國家公園的保護範圍內。